# Селлафилд
Селлафилд (англ. Sellafield) — атомный комплекс, расположенный на побережье Ирландского моря неподалёку от городка Сискейл (англ. Seascale) (графство Камбрия, Великобритания). В разные годы на комплексе производился оружейный плутоний (с 1950 года), изготавливалось топливо для АЭС, перерабатывалось облученное ядерное топливо, работала АЭС (с 1956 по 1983 годы). Комплекс переименовывался в Уиндскейл (англ. Windscale), но в 1981 году название было возвращено.
Атомная электростанция комплекса получила название Колдер Холл (англ. Calder Hall) и стала первой промышленной АЭС в мире.

## История
Атомный комплекс Селлафилд начал строиться в 1947 году. В 1950 и 1951 году были запущены первые два графито-газовых ядерных реактора по 100 МВт с воздушным охлаждением для производства плутония. В 1953 году началось строительство атомной электростанции Колдер Холл. Реакторы электростанции в качестве теплоносителя использовали углекислый газ. Станция была подключена к электросети 28 июля 1956 года, а официально открыта королевой Елизаветой ІІ 17 октября 1956 года. АЭС Колдер Холл так же использовалась для производства оружейного плутония.

## Информация о энергоблоках
| Энергоблок    | Тип реакторов | Мощность | Мощность | Начало строительства | Подключение к сети | Ввод в эксплуатацию | Закрытие   |
| Энергоблок    | Тип реакторов | Чистый   | Брутто   | Начало строительства | Подключение к сети | Ввод в эксплуатацию | Закрытие   |
| ------------- | ------------- | -------- | -------- | -------------------- | ------------------ | ------------------- | ---------- |
| Колдер Холл-1 | ГГР Магнокс   | 49 МВт   | 60 МВт   | 01.08.1953           | 27.08.1956         | 01.10.1956          | 31.03.2003 |
| Колдер Холл-2 | ГГР Магнокс   | 49 МВт   | 60 МВт   | 01.08.1953           | 01.02.1957         | 01.02.1957          | 31.03.2003 |
| Колдер Холл-3 | ГГР Магнокс   | 49 МВт   | 60 МВт   | 01.08.1955           | 01.03.1958         | 01.05.1958          | 31.03.2003 |
| Колдер Холл-4 | ГГР Магнокс   | 49 МВт   | 60 МВт   | 01.08.1955           | 01.04.1959         | 01.04.1959          | 31.03.2003 |
| Уиндскейл     | AGR           | 24 МВт   | 36 МВт   | 01.11.1958           | 01.02.1963         | 01.03.1963          | 03.04.1981 |

## Инциденты
На станции Селлафилд произошло всего 5 инцидентов (1 авария и 4 инцидента)

### Авария 1957 года
В октябре 1957 года на реакторе по производству плутония произошёл пожар, который привел к радиоактивному выбросу, оцениваемому в 750 ТБк (20 000 Ки). В связи с тем, что Кыштымская авария не была широко известна за пределами СССР, авария в Селлафилде считалась самой серьёзной в истории мировой ядерной энергетики до аварии на Три-Майл—Айленд. По международной шкале ядерных происшествий, которая классифицирует события по семи уровням, где ноль означает, что событие подлежит регистрации, но не будет иметь последствий, а на седьмом уровне расположены аварии в Чернобыле и Фукусиме, происшествие на химкомбинате Маяк стоит на шестом уровне, а в Уиндскейле — на пятом.

### Инциденты 1970-х годов
В ноябре 1976 года в результате утечки радиоактивных отходов с предприятия было загрязнено побережье Ирландского моря.
В июне 1978 года произошёл выброс 2 тонн радиоактивного пара на АЭС.
В марте 1979 года было обнаружено радиоактивное загрязнение грунта, что явилось следствием утечки радиоактивной жидкости.

### Инциденты 1980-х годов
В октябре 1981 года произошёл аварийный выброс йода-131, превышающий в 300 раз допустимую норму.
В ноябре 1983 года произошёл значительный выброс радиоактивных веществ в Ирландское море.
В октябре 1985 года из-за пожара произошёл выброс в окружающую среду значительного количества радиоактивных веществ.

### Инцидент 2005 года
18 апреля 2005 был обнаружен факт утечки радиоактивных веществ. Утечка началась ещё в августе 2004 года, но персонал не реагировал на показания сообщавших об этом датчиков. Инцидент получил третий уровень по шкале INES и стал крупнейшим радиационным происшествием в Великобритании за 13 лет.

### Инцидент 2014-го года
31-го января произошло срабатывание радиологической аппаратуры, части персонала станции было указано не выходить на работу.
Официального заявления о причинах не последовало.

## Закрытие комплекса
С 1995 года комплекс Кэлдер Холл выполнял исключительно мирные функции, что было связано с остановкой производства оружейного плутония в Великобритании.
Последний реактор был заглушен в 2003 году. Комплекс состоял из 62 зданий, которые в 2005 году были запланированы к сносу. 30 сентября 2007 года были начаты работу по демонтажу АЭС — начаты взрывы охладительных труб. Снос охладительных труб является частью крупнейшего в Европе проекта по ликвидации сооружений, содержащих амфиболовый асбест (распространенный в Европе материал, способствующий возникновению раковых опухолей).
Решение о сносе АЭС было получено в 2005 году, дебаты по поводу условий безопасности продолжались более двух лет.

## В массовой культуре
Атомный комплекс упоминается и является частью в видеоигре Atomfall.